# Discografia di Paola Turci
Questa voce contiene la discografia della cantautrice italiana Paola Turci.

## Album

### Album in studio
- 1988 - Ragazza sola, ragazza blu (disponibile solo in LP e MC)
- 1989 - Paola Turci (ripubblicato nel 2003 dalla BMG)
- 1990 - Ritorno al presente
- 1991 - Candido
- 1993 - Ragazze (ripubblicato nel 1994 e 1996 con Ancora tu e remix di Io e Maria)
- 1995 - Una sgommata e via
- 1997 - Oltre le nuvole (ripubblicato nel 1998 con 2 bonus track)
- 2000 - Mi basta il paradiso (ripubblicato nel 2001 con una bonus track)
- 2002 - Questa parte di mondo
- 2005 - Tra i fuochi in mezzo al cielo
- 2009 - Attraversami il cuore
- 2010 - Giorni di rose
- 2012 - Le storie degli altri
- 2017 - Il secondo cuore
- 2017     - Il secondo cuore  (New Edition) (Re-edition)
- 2019 - Viva da morire

### Album dal vivo
- 2004 - Stato di calma apparente

### Raccolte
- 1996 - Volo così 1986-1996
- 1998 - Io, Paola Turci
- 1998 - Il mondo di Paola Turci
- 2003 - Greatest Hits
- 2007 - Le più belle canzoni di Paola Turci
- 2015 - Io sono
- 2016 - Playlist: Paola Turci

## Singoli

### 45 giri
- 1986 – L'uomo di ieri/Ritratti
- 1987 – Primo Tango/Quanto ho tenuto ai miei pensieri
- 1987 – Mi chiamo Luka/Luci e misteri di Cinecittà[1]
- 1988 – Sarò bellissima/Trasmissione radiofonica d'amore
- 1989 – Bambini/Paura di vivere (la lettera)
- 1990 – Ringrazio Dio/Quel fondo di luce buona
- 1990 – Frontiera/Ne Placi Synok
- 1990 – Dove andranno mai i bambini come noi/Il filo di Arianna/Stringimi stringiamoci
- 1991 – E mi arriva il mare/Per tornare amici (lato A duetto con Riccardo Cocciante, lato B solo Cocciante)

### CD e download digitale
- 1993 – Io nella notte (promo)
- 1993 – Stato di calma apparente / La ragazza di Roma
- 1993 – Pedalò (Il bagnino e la ragazza) / Sola
- 1994 – Io e Maria (underground mix) / Io e Maria (radio edit remix)
- 1994 – Mentre piove / La casa sul mare (promo)
- 1995 – Qualcosa è cambiato (promo)
- 1995 – Una sgommata e via (promo)
- 1996 – Mi manchi tu (Missing you) (promo)
- 1996 – Volo così (promo)
- 1997 – Non piango mai (promo)
- 1997 – Lei non c'è (promo)
- 1997 – Fammi battere il cuore (promo)
- 1997 – Sai che è un attimo (promo)
- 1998 – Solo come me / Ho bisogno di te
- 2000 – Questione di sguardi / Non dirmi tutto
- 2000 – Sabbia bagnata (promo)
- 2001 – Saluto l'inverno / Sabbia bagnata
- 2002 – Il debole fra i due (con Max Gazzè)
- 2002 – Mani giunte / Verso casa / Qualcosa da fumare
- 2002 – Questa parte di mondo
- 2003 – Adoro i tramonti di questa stagione
- 2004 – Frontiera
- 2004 – Il gigante / Ringrazio Dio / Armata fino ai denti
- 2009 – La mangiatrice di uomini
- 2009 – Attraversami il cuore
- 2010 – Danza intorno al sole
- 2011 – Utopia
- 2015 – Io sono
- 2015 – Questa non è una canzone
- 2017 – Fatti bella per te
- 2017 – La vita che ho deciso
- 2017 – Un'emozione da poco
- 2017 – Off-Line
- 2018 – Eclissi
- 2019 – L'ultimo ostacolo
- 2019 – Viva da morire
- 2022 – Caramella
- 2023 – Fiore di ghiaccio

## DVD & VHS
- 1990 - My name is Paola Turci (VHS)
- 1998 - Paola Turci video & music (VHS)
- 2004 - Stato di calma apparente (DVD)
- 2007 - Tu stai con me (DVD) - solo per gli iscritti al Paola Turci Fanclub, dato in regalo al 12º raduno (non in commercio).

## Videoclip
- 1987 - Primo Tango
- 1989 - Bambini
- 1989 - Due donne
- 1990 - Ringrazio Dio
- 1990 - Frontiera
- 1990 - Francesco
- 1991 - Dove andranno mai i bambini come                  .           Noi
- 1993 - Pedalo'
- 1994 - Io e Maria
- 1996 - Volo così
- 1997 - Sai che è un attimo
- 2000 - Questione di sguardi
- 2000 - Sabbia bagnata
- 2001 - Saluto l'inverno
- 2002 - Mani giunte
- 2002 - Questa parte di mondo
- 2004 - Frontiera
- 2004 - Il gigante
- 2005 - Dimentichiamo Tutto
- 2009 - Attraversami il cuore
- 2012 - Le storie degli altri
- 2015 - Io sono
- 2015 - Questa non è una canzone
- 2017 - Fatti bella per te
- 2017 - La vita che ho deciso
- 2017 - Un'emozione da poco
- 2017 - Off-Line
- 2018 - Eclissi
- 2019 - L'ultimo ostacolo
- 2019 - Viva da morire
- 2023 - Caramella

## Collaborazioni (duetti)
La cantante romana ha cantato assieme a Max Gazzè, Marina Rei, Carmen Consoli, Articolo 31, Bandabardò ed altri. Tra le principali:
- Il debole fra i due, Max Gazzè e Paola Turci
- Aida, cantata assieme ai Bandabardò
- Lettera per te, con Edoardo De Angelis e Marco Testoni
- E mi arriva il mare, duetto con Riccardo Cocciante
- Fuck you, cantata assieme agli Articolo 31 (inserita nell'album Domani smetto degli Articolo 31 del 2002
- Baby can I hold you, cover di Tracy Chapman, Carmen Consoli e Paola Turci
- Spettacolo "Cielo - voce danzante e corpo sonoro" Paola Turci e Giorgio Rossi (2006, 2007, 2008)
- Tour 2007 "Di comune accordo" Paola Turci, Max Gazzè, Marina Rei
- Il solito sesso (di Max Gazzè): duetto Gazzé-Turci-Rei alla serata duetti del Festival di Sanremo 2008. (Il brano Il solito sesso cantato da Max Gazzè solista è inserito nell'album di Tra l'aratro e la radio, del 2008).
- L'amore si odia e Quello che le donne non dicono con Fiorella Mannoia e Noemi, durante il Watoto Festival (concerto benefico in favore dei bambini orfani kenioti) al Brancaleone di Roma il 20 dicembre 2009
- Lunaspina con Fiorella Mannoia, contenuta nell'album Giorni di rose di Paola Turci
- Siamesi brano di J-Ax feat. Paola Turci contenuta nell'album ReAle di J-Ax
- La distanza brano di Syria feat. Paola Turci contenuta nell'album 10 + 10 di Syria
- Le Olimpiadi Tutti i Giorni feat. Shade, contenuta nell'album Viva da Morire di Paola Turci

## Collaborazioni (testi)
Di seguito un elenco di autori che hanno collaborato ai testi cantati da Paola Turci:
- L'uomo di ieri testo scritto da Mario Castelnuovo
- Quanto ho tenuto ai miei pensieri, musica scritta da Riccardo Cocciante
- Io e Maria, brano scritto da Luca Carboni
- Fine di un amore, canzone scritta da Luca Barbarossa
- Mentre piove, testo scritto da Sergio Cammariere
- Una sgommata e via, testo scritto da Vasco Rossi
- Saluto l'inverno, scritta a quattro mani da Paola Turci e Carmen Consoli
- Sabbia bagnata, scritta da Paola Turci e Carmen Consoli
- Non dirmi tutto, scritto a quattro mani da Paola Turci ed Enrico Nascimbeni
- Il filo di Arianna, testo scritto da Roberto Roversi e musicato da Gaetano Curreri
- La mangiatrice di uomini, scritta collaborando con Francesco Bianconi
- Il cielo sopra di noi, brano scritto da Marina Rei
- Danza intorno al sole, brano scritto da Carmen Consoli e Nada

## Cover
La cantautrice romana ha interpretato numerose cover, soprattutto di autori rock americani degli anni ottanta. Tra le principali e più famose vanno ricordate le seguenti:
- Ho bisogno di te, cover di Jude Cole
- Non ti voglio più, cover di "I'll stand by you" di The Pretenders.
- L'amore va, cover di Jim Capaldi
- Fammi battere il cuore, cover di Jude Cole
- Non piango mai, cover di Jim Kerr, Charles Burchill (Simple Minds)
- Tu non vuoi capirmi, cover di You don't understand me di Roxette
- Mi manchi tu, cover di "Missing you" di John Waite
- Sai che è un attimo, cover di "Time for letting go" di Jude Cole
- Lei non c'è, cover di No one is to blame di Howard Jones
- Oh..oh,oh,oh,oh, cover di "D'yer Maker" dei Led Zeppelin
- Oltre le nuvole, cover di "Broken Land" di The Adventures
- È solo per te, cover di "I should have known better" di Jim Diamond
- Non voglio ricordare, cover di "I don't want to talk about it" di Rod Stewart
- Fai che ci sei, cover di "Say what you want" dei Texas
- Io scrivo, canto e vivo per te, cover di "Right here waiting for you" di Richard Marx
- Mi chiamo Luka, cover di "Luka" di Suzanne Vega
- Questione di sguardi, cover di "This Kiss" di Faith Hill
- Mi basta e avanza il paradiso, cover dei The Pogues
- Paloma Negra, reinterpretazione dell'omonimo brano di Chavela Vargas
- Tu non dici mai niente, cover di Tu non dici mai niente di Léo Ferré
- Ancora tu, rifacimento del brano di Mogol-Battisti
- E se ci diranno, rifacimento in chiave rock dello storico brano di Luigi Tenco
- Saigon, brano di Francesco De Gregori, inserita nell'omonimo album del 1989

## Reinterpretazioni
Numerose anche le reinterpretazioni di canzoni di altri artisti italiani:
- Gianna (Rino Gaetano)
- Pazza idea (Patty Pravo)
- La bambola (Patty Pravo) - cantata anche durante il 12º raduno
- Preghiera in Gennaio (Fabrizio De André) - cantata durante lo Spettacolo Cielo, 2008
- L'uomo più furbo (Max Gazzè)
- Cara Valentina (Max Gazzè)
- Il debole fra i due (inserita nel cd "Ognuno fa quello che gli pare?" di Max Gazzè del 2001)
- I miei complimenti (Marina Rei) - cantata durante il Tour "Di comune accordo", 2007
- Paloma Negra (Chavela Vargas) (inserita nel cd "Stato di calma apparente" del 2004)
- Tu non dici mai niente (Léo Ferré) (inserita nel cd "Tra i fuochi in mezzo al cielo" del 2005)
- Dio come ti amo (Domenico Modugno) - cantata durante lo Spettacolo "Cielo", 2007
- Cuccuruccuccù Paloma (Franco Battiato) - cantata durante lo Spettacolo "Cielo", 2007
- Povera patria (Franco Battiato) (inserita nell'album tributo "Voli imprevedibili" del 2004)
- Anni affollati (Giorgio Gaber) - cantata durante il 12º raduno, 2007
- La cura (Franco Battiato) - cantata durante il 12º raduno, 2007
- Red football (Sinead O'Connor) - cantata anche durante il 12º raduno, 2007
- Ed ero contentissimo (Tiziano Ferro) - cantata durante il 12º raduno, 2007
- Ti scatterò una foto (Tiziano Ferro) - cantata durante il 12º raduno, 2007
- Cu ti lu dissi (Rosa Balistreri) all'Etna Music World di Catania (omaggio all'artista), 2008 e durante lo Spettacolo "Cielo", 2008
- E la luna bussò (Loredana Bertè) - cantata durante lo Spettacolo "Cielo", 2008 e il tour 2008.
- Ma che freddo fa (Nada Malanima)- cantata durante il tour 2008.
- Alfonsina y el mar (Cristina Branco) - cantata al Blue Note (Milano), 15 novembre 2008
- Un'emozione da poco (Anna Oxa) - eseguita durante la terza serata del Festival di Sanremo 2017